# Kasteel van Beauregard (Saint-Genis-Laval)
Het Kasteel van Beauregard (Frans: Château de Beauregard) is een kasteel in de Franse gemeente Saint-Genis-Laval. Het kasteel is een beschermd historisch monument sinds 1943.